# 晩翠草堂
晩翠草堂（ばんすいそうどう）は、宮城県仙台市出身の詩人、英文学者である土井晩翠が最晩年に過ごした邸宅である。仙台市青葉区大町にある。現在は、一般に開放されている。

## 歴史
土井晩翠は、1905年（明治38年）より旧制二高、東北帝国大学（現・東北大学）の講師を1934年（昭和9年）の定年退官まで勤め上げ、退官後も仙台市内で過ごしていたが、1945年（昭和20年）7月10日の仙台空襲で住居と蔵書約3万冊を失った。
それを不憫に思った晩翠の教え子と仙台の有志達が、1949年（昭和24年）に旧居跡に新たな晩翠の住居を建てた。
1952年（昭和27年）10月19日、晩翠はこの邸宅にて80歳で病没した。この後、この晩翠の邸宅は仙台市に寄贈され、「晩翠草堂」として一般に開放された。 
1980年代に、この草堂の近くを通過する道路が、土井に因んで「晩翠通」と命名されたが、それを知った土井の子孫がパブリシティ権の侵害であるとして仙台市を訴えるという事例が起きた。晩翠の孫の中野好之著『仙台「晩翠草堂」の顛末 詩人・土井晩翠旧宅敷地譲渡をめぐる紛争の内幕』（御茶の水書房、1988年）に詳しい経緯が記されている。
2011年（平成23年）3月11日に起きた東日本大震災の影響により、晩翠草堂は一時休館した。その後、修復工事や掛け軸、屏風などの仙台市文学館への移設が行われ、同年10月8日より晩翠草堂の公開が再開された。

## 展示物
晩翠草堂の表通りには、「天地有情」と書かれた石碑が建っている。これは、1899年（明治32年）に晩翠が出版した第一詩集の題名でもある。邸宅内部には晩翠の著書、写真、晩翠が生前に愛用していたベッドなどが展示されている。また、庭には仙台空襲で焼けたが奇跡的に復活を遂げたヒイラギモクセイの樹木があり、晩翠の命日（10月19日）付近になると、白い花を咲かせる。

## 施設・アクセス
開館時間：9:00～17:00
休館日：月曜日（祝祭日の場合は、翌火曜日）、年末年始（12月29日～1月3日）。
観覧料金：入館無料
- 仙台市営バス、宮城交通「晩翠草堂前」下車すぐ。観光路線バルのるーぷる仙台も停車。
- 地下鉄東西線・青葉通一番町駅下車。徒歩5分。